# Valeri Legasov
Valeri Alexeevitch Legasov (em russo:  Валерий Алексеевич Легасов; Tula, 1 de setembro de 1936 – Moscou, 27 de abril de 1988) foi um proeminente químico inorgânico e membro da Academia de Ciências da URSS (Atual Academia de Ciências da Rússia). 
É lembrado principalmente por sua atuação como chefe na comissão que investigou o Acidente nuclear de Chernobil.

## Biografia
Legasov nasceu em 1936, em Tula, ao sul de Moscou, em uma família de trabalhadores civis. Ele frequentou a escola secundária em Kursk. Entre 1949 e 1954, ele frequentou o ensino médio na escola Número 56 em Moscou e se graduou com uma medalha de ouro. A escola atualmente possui seu nome e um busto de bronze na entrada, ostentando sua imagem.
Em 1961, ele se graduou em Engenharia Físico-Química  na Universidade Mendeleev de Tecnologia Química da Rússia. Trabalhou como secretário do Komsomol no Comitê do Instituto Tecnologia e Química de Moscovo. Em 1962, entrou no curso de Física Molecular no Instituto de Energia Nuclear de Kurchatov, primeiro como pesquisador assistente, depois como pesquisador sênior e finalmente como chefe do laboratório. 
Em 1967, ele defendeu sua tese no Instituto de Kuchatov, sob a supervisão de Isaak Kikoin, sobre a síntese de compostos de gases nobres e o estudo de suas propriedades. Ainda em 1967, recebeu o grau de "Candidato" (primeiro dos dois graus da graduação de Doutor) e em 1972 recebeu seu grau de Doutor em química, uma conquista impressionante para um cientista de apenas 36 anos de idade.
Em 1976, ele foi eleito membro correspondente da Academia de Ciências da URSS. De 1978 a 1983, ele foi professor no Instituto de Física e Tecnologia de Moscovo. Em 1981, ele se tornou membro integral da Academia de Ciências da URSS, no departamento de Física, Química e Tecnologia de Materiais Inorgânicos.
De 1983 até sua morte, Legasov trabalhou no departamento de Radioquímica e Tecnologia Química do curso de Química na Universidade Estadual de Moscovo. Em 1983, ele se tornou vice diretor do trabalho cientifico no Instituto de Energia Nuclear de Kurchatov.
Legasov estudou métodos para sintetizar e compreender as sintases das propriedades de novas composições com elementos em alto estado de oxidação; tecnologia plasma e nuclear; tecnologia para economia de energia e energia através do hidrogênio. Sob sua liderança, foi criada na universidade uma nova matéria dentro do estudo da química inorgânica, a química dos gases nobres. Os resultados desse trabalhado no mundo científico ficou conhecido como Bartellet - Efeito Legasov.
Mesmo antes do desastre de Chernobil, Legasov era conhecido por debater a necessidade da criação de novos métodos de segurança para prevenir catástrofes em larga escala.

## Desastre de Chernobil
Durante o Desastre de Chernobil, em 26 de abril de 1986, Legasov era o vice-diretor no Instituto de Energia Nuclear de Kurchatov. Se tornou um membro chave da comissão formada pelo governo para investigar as causas do desastre e para mitigar as consequências do mesmo. Ele foi o responsável por tomar as decisões mais importantes para evitar a repetição do acidente e informar o governo da situação na área do desastre. Não hesitou em falar com seus companheiros cientistas para pressionarem sobre os riscos de segurança do prédio destruído e insistiu na imediata evacuação de toda a população da cidade de Pripyat e suas redondezas.
Em agosto de 1986, Legasov apresentou o relatório da delegação Soviética no encontro especial da Agência Internacional de Energia Atômica, em Viena. Seu relatório mostrou com profundidade e honestidade as análises em discussão sobre as consequências da tragédia.

## Morte
Em 26 de abril de 1988, um dia depois do segundo aniversário do Desastre Nuclear de Chernobil e um dia antes de anunciar seus resultados sobre a investigação das causas do desastre, o Professor Legasov cometeu suicido por enforcamento (algumas fontes dizem em seu apartamento ou na escadaria do seu apartamento; outras dizem no seu escritório). Havia uma pistola em uma cômoda, mas o professor decidiu se enforcar. O nó estava amarrado "profissionalmente" com a ajuda de uma corda especial utilizada por escaladores. Ele foi sepultado no cemitério de Novodevitchi, em Moscou.
Essa não havia sido a primeira tentativa de suicido de Legasov. David R. Marples sugeriu que a a adversidade do Desastre de Chernobil afetou o psicológico de Legasov, levando-o a decisão de cometer suicídio. Antes de seu suicídio, Legasov gravou fitas que revelavam fatos não divulgados pelo governo sobre a catástrofe. De acordo com análises realizadas pela BBC para o filme Chernobyl Nuclear Disaster Legasov citava a pressão política e censura que sofreu da URSS, que o proibiam de citar segredos nucleares do Estado em seu relatório no encontro especial da Agência Internacional de Energia Atômica e a proibição imposta pelo Estado para que nem mesmo operadores do reator na Central Nuclear de Chernobyl soubessem sobre acidentes anteriores e problemas já conhecidos sobre o design do reator. O "Boletim dos Cientistas Atômicos" também afirmou que Legasov ficou amargamente desiludido com o fracasso das autoridades em confrontar as falhas do projeto do reator.

## Pós-morte
O suicídio de Legasov causou ondas de choque na indústria nuclear soviética. Especialmente o problema com o design das hastes de controle nos reatores iguais ao de Chernobyl, os RBMK, foram rapidamente reconhecidos e corrigidos.
Em 20 de setembro de 1996, o então presidente russo Boris Yeltsin postumamente concedeu a Legasov o título honorário de "Herói da Federação Russa" por sua "coragem e heroísmo" na investigação do desastre de Chernobyl.

## Na mídia
Legasov foi representado por Jared Harris na minissérie da Sky/HBO Miniseries Chernobyl (2019) e por Ade Edmondson no documentário da BBC Surviving Disaster.